# 139 a. C.
El año 139 a. C. fue un año del calendario romano prejuliano. En el Imperio romano, fue conocido como el año 615 Ab Urbe condita.

## Acontecimientos
- Los romanos comienzan a someter a los lusitanos; la conquista concluirá al año siguiente.
- En Hispania Citerior, Marco Popilio Lenas fracasa en su intento de tomar Numancia.[1]

## Fallecimientos
- Viriato: héroe lusitano contra los invasores romanos, traicionado por tres compañeros, en connivencia con el procónsul Cepión.